# Solčany
Solčany este o comună slovacă, aflată în districtul Topoľčany din regiunea Nitra. Localitatea se află la altitudinea de 175 m deasupra n.m., se întinde pe o suprafață de 20,02 km2 și în 2017 număra 2.465 de locuitori. Se învecinează cu comuna Topoľčany.

## Istoric
Localitatea Solčany este atestată documentar din 1113.

## Demografie
| An:                | 1994 | 2004   | 2014   | 2024 |
| ------------------ | ---- | ------ | ------ | ---- |
| Număr de persoane: | 2318 | 2499   | 2475   | 2475 |
| Diferență:         |      | +7,80% | −0,96% | +0%  |

| An:                | 2023 | 2024   |
| ------------------ | ---- | ------ |
| Număr de persoane: | 2515 | 2475   |
| Diferență:         |      | −1,59% |